# Xizicus tam
Xizicus tam är en insektsart som beskrevs av Andrej Vasiljevitj Gorochov 1998. Xizicus tam ingår i släktet Xizicus och familjen vårtbitare. Inga underarter finns listade i Catalogue of Life.